# Lindy García
Lindy Carla García Cavero (* 30. Mai 1989) ist eine bolivianische Leichtathletin, die sich auf den Weit- und Dreisprung spezialisiert hat, aber auch im Sprint an den Start geht.

## Sportliche Laufbahn
Erste internationale Erfahrungen sammelte Lindy García im Jahr 2005, als sie bei den Juniorensüdamerikameisterschaften in São Paulo mit 5,43 m den fünften Platz im Weitsprung belegte, wie auch im Dreisprung mit 12,02 m. Im Jahr darauf erreichte sie bei den Südamerikameisterschaften in Lima mit 5,30 m Rang acht im Weitsprung und wurde im Dreisprung mit 11,79 m Siebte. 2010 belegte sie bei den U23-Südamerikameisterschaften in Medellín, die im Zuge der Südamerikaspiele ausgetragen wurden, mit 5,74 m den sechsten Platz im Weit- und mit 12,01 m den siebten Platz im Dreisprung. Sie trat auch mit der bolivianischen 4-mal-400-Meter-Staffel an und gewann ursprünglich die Bronzemedaille, wurde aber wegen eines Dopingvergehens einer Team-Kollegin disqualifiziert. 2011 wurde sie bei den Südamerikameisterschaften in Buenos Aires mit 5,48 m und 12,12 m jeweils Achte.
2013 erreichte sie bei den Juegos Bolivarianos in Trujillo mit 5,78 m Rang sieben, wie auch bei den Südamerikameisterschaften 2017 in Luque mit 5,86 m und. Zudem belegte sie mit der 4-mal-100-Meter-Staffel in 48,75 s ebenfalls Platz sieben. Anschließend wurde sie bei den Juegos Bolivarianos in Santa Marta mit 5,83 m Fünfte im Weitsprung und in 47,41 m mit der Staffel. 2020 erreichte sie bei den erstmals ausgetragenen Hallensüdamerikameisterschaften in Cochabamba mit 5,48 m den sechsten Platz.
2009 und 2015 wurde García bolivianische Meisterin im Weitsprung und 2009, 2010 und 2013 im Dreisprung.

## Persönliche Bestleistungen
- Weitsprung: 6,03 m (0,0 m/s), 30. Mai 2010 in Cochabamba
  - Weitsprung (Halle): 5,56 m, 18. Januar 2020 in Cochabamba
- Dreisprung: 12,53 m, 27. Mai 2011 in La Paz